# Greensleeves
|  | Info zur Audio-Datei |

Greensleeves (englisch für „grüne Ärmel“, sinngemäß „Grünkleid“) ist ein englisches Lied, dessen Melodie seit dem Elisabethanischen Zeitalter zu den populärsten der Geschichte gehört. Es beruht auf der musikalischen Grundform der Romanesca. Der genaue Adressat des zugrundeliegenden Volksliedes ist unbekannt; ursprünglich muss es einem Mädchen oder einer Frau mit grünem Kleid gewidmet worden sein.

## Text
Die traditionellen Verse von Greensleeves handeln vom Wehklagen eines Liebenden. Es gibt viele Textvariationen, die sich oft nur durch die Silbendichte unterscheiden. Die erste gedruckte Version beginnt folgendermaßen:
Alas my loue, ye do me wrong,

to cast me off discourteously:

And I haue loued you so long

Delighting in your companie.

Greensleeues was all my ioy,

Greensleeues was my delight:

Greensleeues was my heart of gold,

And who but Ladie Greensleeues.
O weh, mein Lieb’, tust Unrecht mir

grob fort zu stoßen mich im Streit

so lange hielt ich treu zu Dir

voll Glück an Deiner Seit’.

Greensleeves war all mein Freud’

Greensleeves war mein Entzücken

Greensleeves war mein gülden Herz

Und wer außer Lady Greensleeves?
Dass in der englischen Originalfassung statt des Buchstabens v der Buchstabe u steht, ist kein Fehler, sondern liegt daran, dass das Alphabet der Tudorzeit nur 24 Buchstaben hatte und dass die Laute u und v beide als u geschrieben wurden (Analoges galt für i und j).
Eine weitere bekannte deutsche Fassung des Texts stammt von dem Dramatiker Peter Hacks.

## Geschichte
Eine viel zitierte Legende behauptet, das Lied sei von König Heinrich VIII. (1491–1547) für seine zweite Frau Anne Boleyn komponiert worden. Heinrich kommt jedoch als Komponist nicht in Frage, da das Lied in einem italienischen Stil komponiert ist, der sich in England erst nach seinem Tod verbreitete.
Wahrscheinlich kursierte sie, wie die meiste volkstümliche Musik ihrer Zeit, in Form von handschriftlichen Blättern, lange bevor sie gedruckt erschien. Im Jahre 1580 wurde sie bei der London Stationer’s Company unter dem Titel A New Northern Dittye of the Lady Greene Sleeves (Ein neues nördliches Lied über Lady Greensleeves) von Richard Jones verzeichnet. Von diesem Druck blieb keine bekannte Kopie erhalten. In der erhalten gebliebenen Sammlung A Handful of Pleasant Delights (Eine Handvoll vergnüglicher Freuden) von 1584 ist das Stück unter dem Titel A New Courtly Sonnet of the Lady Green Sleeves. To the new tune of Green Sleeves (Ein neues höfisches Sonett über Lady Greensleeves. Zu der neuen Melodie von Green Sleeves) enthalten.

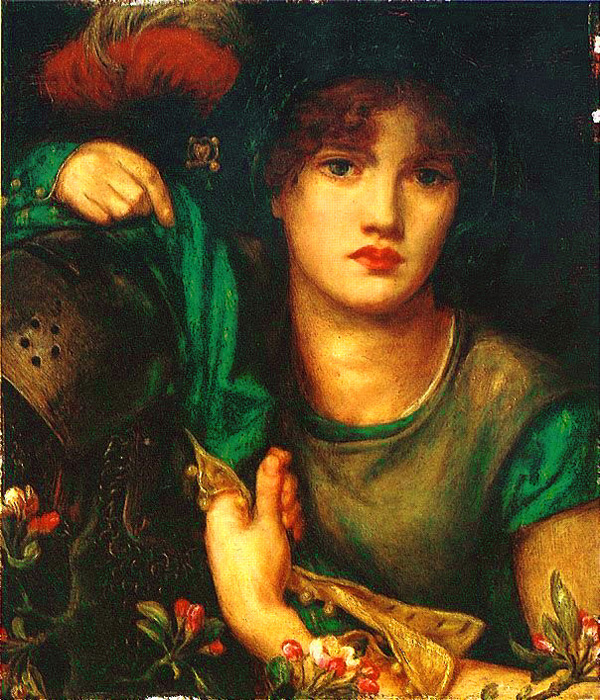
My Lady Greensleeves von Dante Gabriel Rossetti, 1864

In Shakespeares um 1602 entstandenem Bühnenstück Die lustigen Weiber von Windsor wird die Rolle der Mistress Ford zweimal, ohne Erklärung, auf die Melodie von Greensleeves bezogen. Das bekannteste Zitat stammt ebenfalls aus obigem Stück, nämlich Falstaffs Ruf:

“Let the sky rain potatoes! Let it thunder to the tune of Greensleeves!”

„Soll der Himmel Kartoffeln regnen! Soll er zur Melodie von Greensleeves donnern!“

All diese Zitate deuten darauf hin, dass das Lied zu dieser Zeit sehr bekannt war.
Als Instrumentalbearbeitung erschien die Melodie des Liedes Ende des 16. Jahrhunderts im Lute Book von William Ballet und als Lautenduett im Lautenbuch von John Dowland. Auch von Francis Cutting und im Lautenbuch (Lute Book) des William Ballet (16. Jahrhundert) liegen Versionen vor.

## Rezeption und Variationen
Greensleeves hat eine große Zahl von Rezeptionen und Variationen hervorgebracht.
Ab dem 17. Jahrhundert wurde die Melodie auch in verschiedenen Liedern zu Weihnachten und Neujahr verwendet, erstmals 1642 unter dem Titel The old yeare now away is fled als geistliches Lied zum Neujahrstag erschien. Im 19. Jahrhundert sind mehrere Texte auf die Melodie verbreitet, die jeweils auf die Worte „On Christmas Day in the morning“ enden. Das englische Lied What Child Is This? von William Chatterton Dix (1837–1898) ist heute das bekannteste Weihnachtslied, das der Melodie von Greensleeves folgt. Hiervon gibt es Versionen von Joan Baez, The Moody Blues und Dan Fogelberg. Unter dem Titel Bébé Dieu fand das Lied seinen Weg in die französische Sprache. Deutsche Versionen gibt es von Jochen Rieger (Wer ist das Kind) und Dominique Lacasa (So wie bei anderen Kindern).
- In John Gays und Johann Christoph Pepuschs The Beggar’s Opera von 1728 wird Greensleeves im Lied Tyburn Tree aufgenommen, das Macheath unter dem Galgen singt.
- In Ferruccio Busonis Oper Turandot (Uraufführung 1917) singt ein Frauenchor nach der Lösung der Rätsel zu Beginn des 2. Aktes die Melodie von Greensleeves.
- In der Oper Sir John in Love (1928) von Ralph Vaughan Williams (1872–1958) kommt eine Bearbeitung von Greensleeves vor, die Ralph Greaves mit dem Folksong Lovely Joan zur Fantasia on Greensleeves verknüpfte. Viele Gesangsinterpretationen des Stücks gehen auf diese Version zurück.
- Der italienische Orchesterleiter Mantovani hatte mit seiner Einspielung des Titels einen derart großen Erfolg, dass er voller Begeisterung seinen Wohnsitz nach dem Titel benannte.
- Von The Brothers Four erschien 1962 eine Gesangsversion Lady Greensleeves.
- Die Melodie wird mit einem anderen Text (Home in the Meadow) als Thema in dem Cinerama-Film „Das war der Wilde Westen“ (How the West was won, 1962) verwendet. Auch in der Zeichentrickserie Charlie Brown (A Charlie Brown Christmas), der Fernsehserie Jericho – Der Anschlag und unter dem Dirigat von Miklós Rózsa, Laurie Johnson, John Williams, Peter Thomas oder Ennio Morricone gibt es Einspielungen des Titels mit der Verwendung in Filmen.
- Drafi Deutscher veröffentlichte 1965 eine eingedeutschte Fassung auf seinem ersten Album. Der Titel dieser Fassung lautete: Denn da waren wir beide noch Kinder.
- Von den Lords gibt es eine am 19. März 1966 erschienene Beatversion.
- Vicky Leandros sang die Melodie 1966 mit einem neuen Text unter dem Titel Young Love auf ihrem Debütalbum Songs und Folklore.
- Elvis Presley übernahm die Melodie 1968 für das Stück Stay Away aus dem Soundtrack zu seinem Film Stay Away, Joe.
- Jeff Beck veröffentlichte 1968 eine Instrumentalversion (akustische Gitarre) auf dem Album Truth.
- Siegfried Behrend veröffentlichte 1969 eine Version für Gitarre solo auf Schallplatte[9] und in Notenform.[10]
- John Coltrane nahm eine Jazz-Version des Stückes für das Album Africa/Brass auf, Oscar Peterson für das Album Another Day.[11]
- Der Montanara-Chor interpretierte das Lied 1970 in seinem Album Ich bete an die Macht der Liebe.
- Manfred Krug sang eine jazzorientierte Version auf seinem Album Greens.
- Waldo de los Rios Album Concierto para Guitarra Criolla 1974.
- Leonard Cohen veröffentlichte auf seinem 1974 erschienenen Album New Skin for the Old Ceremony eine Version des Stückes mit dem Titel Leaving Green Sleeves.
- Olivia Newton-John veröffentlichte eine klassische Interpretation auf ihrem Album Come On Over von 1976.
- Die irische Band The Kelly Family veröffentlichte 1979 ihre Interpretation des Liedes.
- Es existiert eine Fassung von The Band.
- Jethro Tull nahm das Lied ebenfalls auf.
- Marianne Faithfull veröffentlichte 1964 ihre Version auf der B-Seite ihrer Debütsingle As Tears Go By.
- George Martin verwendete 1967 die Melodie im von ihm gestalteten Schlussteil der Beatles-Single All You Need Is Love.
- Eine Punkrock-Version erschien 1982 auf dem Slime-Album Yankees raus.
- Loreena McKennitt veröffentlichte 1991 auf ihrem Album The Visit eine Version von Greensleeves.
- Roy Black sang das Stück auf dem Album Im Land der Lieder von 1970.
- Freddy Quinn sang das Stück auf Deutsch mit dem Titel Zeit kennt keine Wiederkehr auf dem Album Überall ist es schön von 1973.
- Hildegard Knef und Bernd Stelter paraphrasierten das Lied mit jeweils eigenem Text.
- Peter Alexander sang das Lied mit dem deutschen Weihnachtstext Weihnacht für die ganze Welt ein (Album Advent mit Peter Alexander).
- Es existiert eine Hardrock-Fassung der Band Rainbow. Das Lied Sixteenth Century Greensleeves hat einen eigenen Text von Ritchie Blackmore und ist 1975 auf dem Debüt-Album erschienen. Jahre später nahm Ritchie Blackmore dieses Lied auch in das Repertoire seiner heute noch bestehenden Band Blackmore’s Night auf.
- Richard Anthony sang 1962 unter dem Titel „Loin“ (weit weg) eine französische Version.
- 2010 komponierte Sergio Drabkin, Arrangeur des Rastrelli Cello Quartett, Variationen über das Thema Greensleeves für Joel Blido, Violoncello, und Louise Engel, Violoncello. Die Variationen sind in verschiedenen Stilen gehalten (Klassik, Jazz, Rock etc.)
- Nolwenn Leroy veröffentlichte 2010 auf ihrem Album Bretonne eine Version von Greensleeves.
- Die Kölner Musikgruppe Höhner sang auf dem 2010 veröffentlichten Album Weihnacht – Die Zweite eine deutschsprachige Version mit dem Titel Peace, Frieden, Shalom, Salam.
- Im Soundtrack des Konsolenspiels Final Fantasy 10 ist eine Version unter dem Namen 'Hopeless Desire'.
- Im Soundtrack des PC-Spiels Anno 1602 ist eine Version von Greensleeves zu finden.[12]
- Die Gruppen The Scorpions, The Lords und The Marks spielten den Titel in den 1960er-Jahren im Stil des Garage Rock.[13][14][15]
- Der kanadische Musiker Neil Young spielte Greensleeves 1974 Live at the Bottom Line in New York; es existiert ein Bootleg von diesem Konzertabend.
- Im Anime The Anthem of the Heart wurde eine Variante verwendet.[16]
- Im Soundtrack der TV-Serie Sons of Anarchy findet sich eine Version von Greensleeves, gesungen von Katey Sagal & The Forest Rangers[17]
- Eine A-cappella-Version des Liedes wurde von Pentatonix auf dem Album Christmas is Here! veröffentlicht.
- Johnny B von den Hooters zitiert die Melodie am Anfang.

## Sonstiges
Der Hauptgürtelasteroid (19631) Greensleeves wurde nach dem Lied benannt.